# Chrysops alter
Chrysops alter är en tvåvingeart som beskrevs av Camillo Rondani 1875. Chrysops alter ingår i släktet Chrysops och familjen bromsar. Inga underarter finns listade i Catalogue of Life.